# Seliukiv, Lubnî
Seliukiv (în ucraineană Селюків) este un sat în comuna Okip din raionul Lubnî, regiunea Poltava, Ucraina.

## Demografie
Componența lingvistică a localității Seliukiv
     Ucraineană (91,67%)
     Rusă (8,33%)
Conform recensământului din 2001, majoritatea populației localității Seliukiv era vorbitoare de ucraineană (91,67%), existând în minoritate și vorbitori de rusă (8,33%).